# Ulica Wojciecha Bogusławskiego w Krakowie
Ulica Wojciecha Bogusławskiego – ulica w Krakowie, w dzielnicy I Stare Miasto, na Stradomiu.
Łączy ulicę Józefa Sarego z ulicą św. Sebastiana. Jest jednojezdniowa.

## Historia
Ulica została w obecnym kształcie wytyczona w latach siedemdziesiątych XIX wieku na terenie Łąki św. Sebastiana. W średniowieczu w miejscu ulicy znajdował się Staw św. Sebastiana, będący resztką starorzecza wiślanego. 
Na wysepce pośrodku stawu znajdował się Kościół św. Sebastiana i Rocha, który z powodu uszkodzeń spowodowanych huraganem kościół został zlikwidowany na początku XIX wieku.
W latach siedemdziesiątych XIX wieku nosiła nazwę ul. Jasnej. Nazwa prawdopodobnie miała nawiązywać metaforycznie do charakteru okolicy. W 1951 roku Rada Miasta Krakowa nadała ulicy imię Wojciecha Bogusławskiego, polskiego aktora, śpiewaka operowego, reżysera, pisarza.

## Zabudowa
- ul. Wojciecha Bogusławskiego 1 (ul. Józefa Sarego 11) – kamienica czynszowa. Projektował Maksymilian Nitsch, 1887.
- ul. Wojciecha Bogusławskiego 2 (ul. Józefa Sarego 13) – kamienica, 1887.
- ul. Wojciecha Bogusławskiego 3 – kamienica czynszowa. Projektował Karol Knaus, Andrzej Zarzycki, 1887.
- ul. Wojciecha Bogusławskiego 4 – kamienica. Projektował Nachman Kopald, 1887.
- ul. Wojciecha Bogusławskiego 5 – kamienica, 1900. Mieszkał w niej Ozjasz Thon.
- ul. Wojciecha Bogusławskiego 6 – kamienica czynszowa. Projektował Leopold Tlachna, 1882–1890. Mieszkał w niej Czesław Miłosz.
- ul. Wojciecha Bogusławskiego 7 – kamienica, 1885.
- ul. Wojciecha Bogusławskiego 8 – kamienica. Projektował Karol Szpondrowski, 1911.
- ul. Wojciecha Bogusławskiego 9 (ul. św. Sebastiana 12) – willa. Projektował Karol Knaus, 1883.
- ul. Wojciecha Bogusławskiego 10 (ul. św. Sebastiana 14) – kamienica czynszowa, 1895.

Opracowano na podstawie źródła: Gminnej ewidencji zabytków – Kraków.

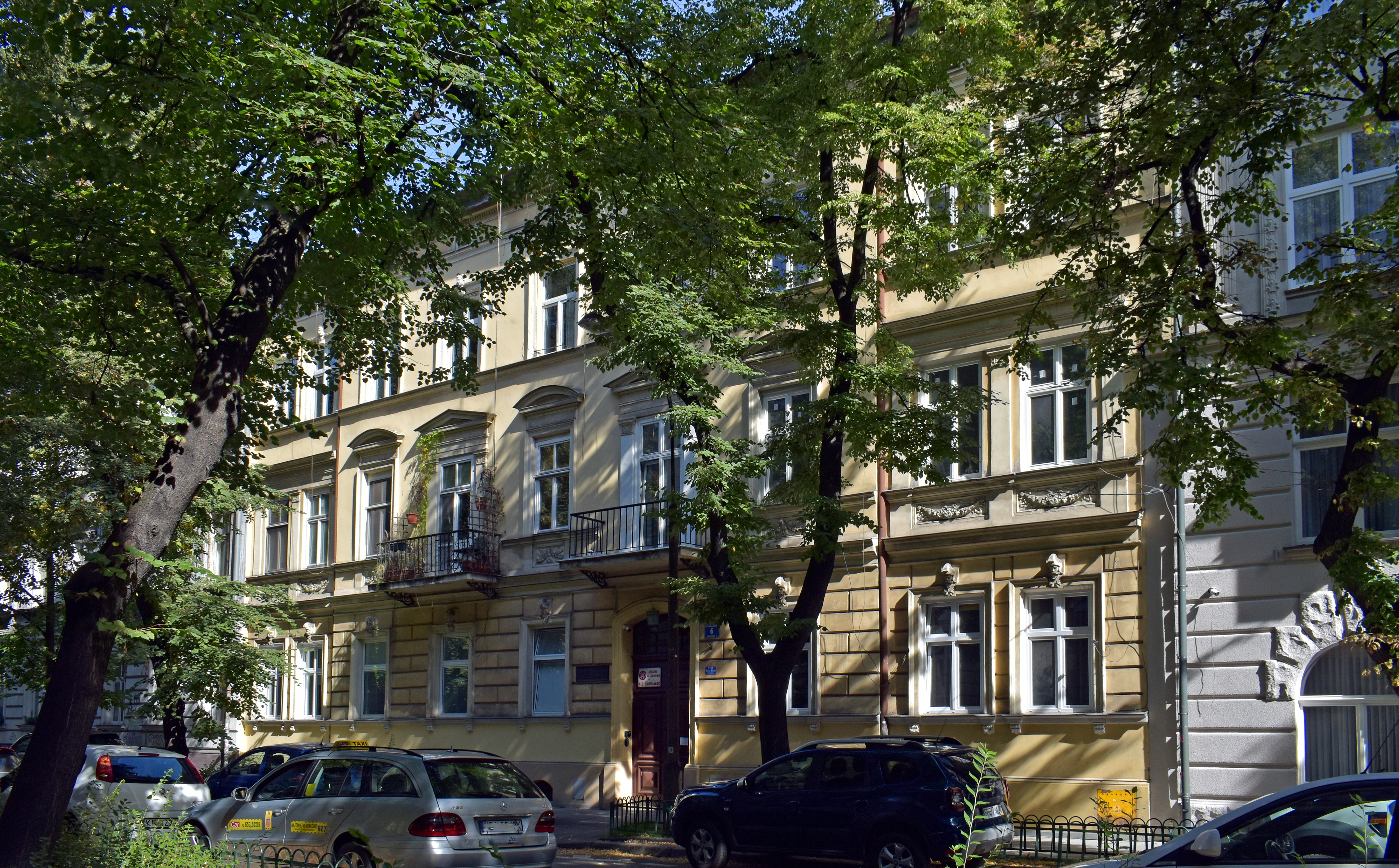
ul. Bogusławskiego 6 Kamienica, latach 1994–2004 mieszkał tu Czesław Miłosz
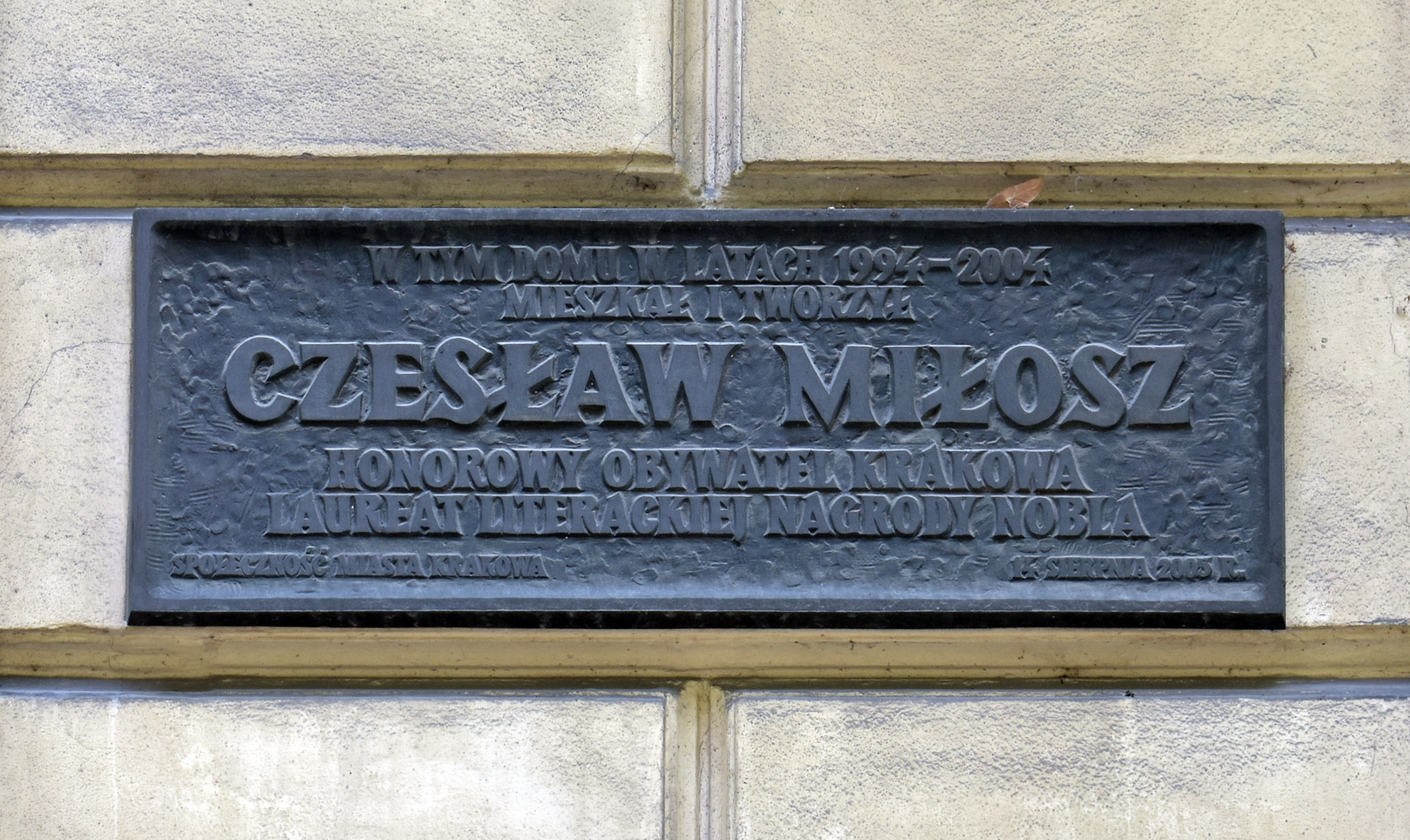
Tablica pamiątkowa
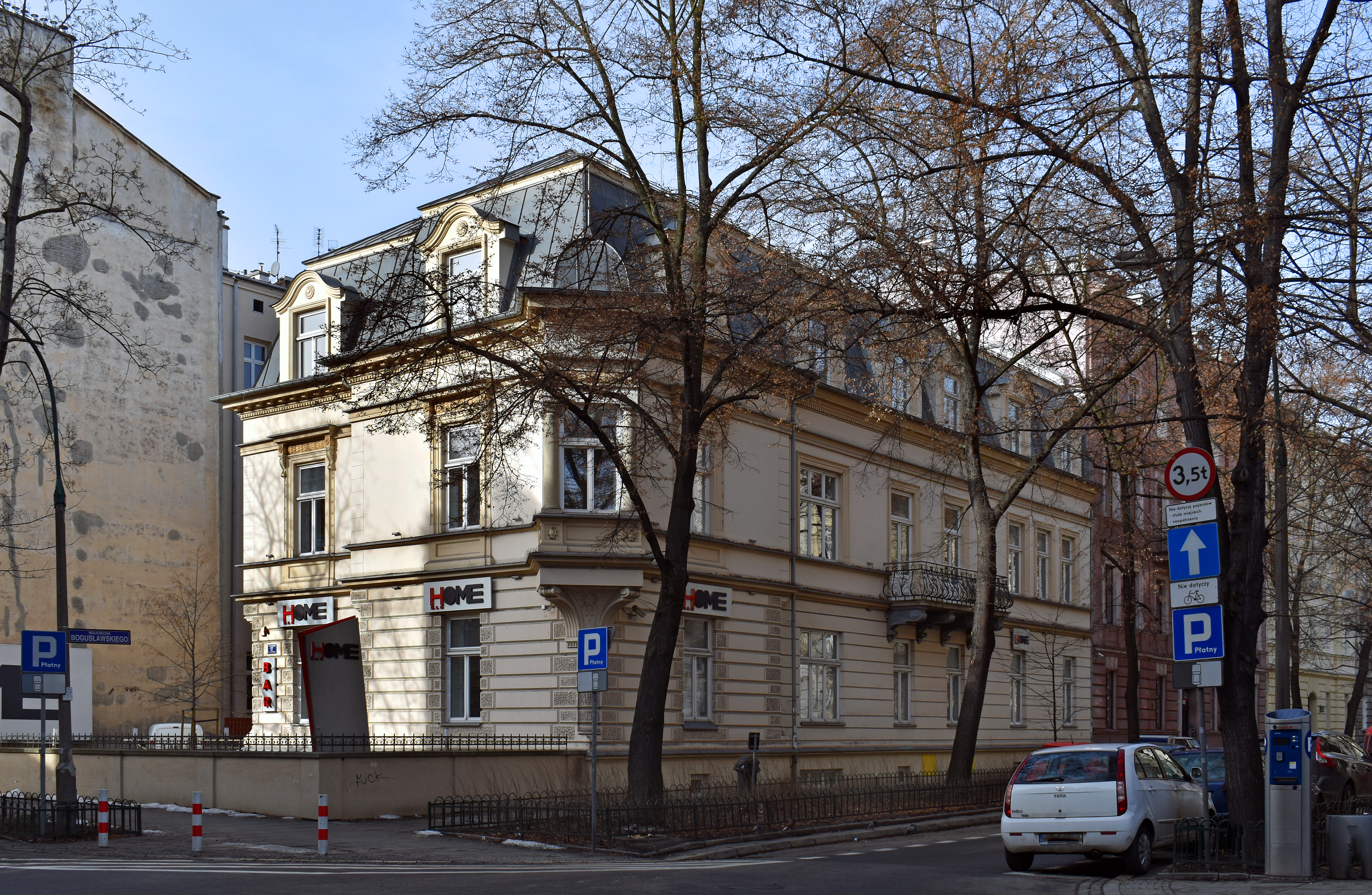
ul. Bogusławskiego 9 Willa własna Karola Knausa